# 比例尺 (地圖)
比例尺（英語：Scale）是指地圖上距離和實際距離之間的比例。例如當實際距離為1,000公尺，而在地圖上的距離為1公分時，則稱這一地區的比例尺是1:100,000。一般將比例尺為1:1至1:600,000的地圖稱為大比例尺地圖，1:600,000至1:2,000,000的地圖稱為中比例尺地圖，1:2,000,000至1:∞的地圖稱為小比例尺地圖。